# 4,5-ジヒドロオロト酸
4,5-ジヒドロオロト酸（4,5-ジヒドロオロトさん、4,5-Dihydroorotic acid）は、ピリミジン生合成の中間体であるオロト酸の誘導体である。